# Cosmodromo Vostočnyj
Il cosmodromo Vostočnyj (in russo: Космодром Восточный; traslitterato: Kosmodròm Vostòčnyj) è uno spazioporto russo situato nell'oblast' dell'Amur. Il 21 novembre 2007 il presidente Vladimir Putin ha firmato il decreto di autorizzazione alla costruzione della nuova base di lancio. La costruzione è iniziata nel 2010. Il primo lancio è stato effettuato il 28 aprile 2016. I primi lanci di veicoli senza pilota sono programmati per il 2021 e i primi lanci di veicoli con pilota per il 2023.
Il cosmodromo sarà utilizzato inizialmente per ridurre la dipendenza della Russia dal Cosmodromo di Baikonur, ma successivamente ci si attende che finisca per rimpiazzarne completamente l'attuale utilizzo.